# Alexander Graves
Alexander Graves (* 25. August 1844 in Mount Carmel, Covington County, Mississippi; † 23. Dezember 1916 in Lexington, Missouri) war ein US-amerikanischer Politiker. Zwischen 1883 und 1885 vertrat er den Bundesstaat Missouri im US-Repräsentantenhaus.

## Werdegang
Alexander Graves studierte am Centre College in Danville (Kentucky). Während des Bürgerkrieges war er Soldat im Heer der Konföderation; dabei stand er unter dem Kommando von General Nathan Bedford Forrest. Im Mai 1865 wurde er zusammen mit diesem in Gainesville (Alabama) begnadigt und offiziell aus der Armee entlassen. Anschließend setzte er seine Ausbildung bis 1867 mit einem Studium an der Oakland University, der späteren Alcorn State University, fort. Nach einem anschließenden Jurastudium an der University of Virginia in Charlottesville und seiner 1869 erfolgten Zulassung als Rechtsanwalt begann er in Lexington (Missouri) in diesem Beruf zu arbeiten. Im Jahr 1872 wurde er juristischer Vertreter seiner neuen Heimatstadt und 1874 wurde er Staatsanwalt im dortigen Lafayette County.
Politisch war Graves Mitglied der Demokratischen Partei. Bei den Kongresswahlen des Jahres 1882 wurde er im fünften Wahlbezirk von Missouri in das US-Repräsentantenhaus in Washington, D.C. gewählt, wo er am 4. März 1883 die Nachfolge von Richard P. Bland antrat, der in den elften Distrikt wechselte. Da er im Jahr 1884 dem Republikaner William Warner unterlag, konnte er bis zum 3. März 1885 nur eine Legislaturperiode im Kongress absolvieren.
Nach seinem Ausscheiden aus dem US-Repräsentantenhaus praktizierte Alexander Graves wieder als Anwalt. Politisch ist er nicht mehr in Erscheinung getreten. Er starb am 23. Dezember 1916 in Lexington, wo er auch beigesetzt wurde.